# Agustín García Basso
Agustín García Basso (n. Vedia, Argentina; 26 de marzo de 1992) es un futbolista argentino. Juega como defensa en Racing Club de la Primera División de Argentina.

## Trayectoria
García Basso debutó en la Primera de Boca Juniors el 11 de mayo de 2013 en la derrota 3-0 ante San Lorenzo.
Tras pasar unos meses de su debut, García Basso fue prestado a Douglas Haig, para disputar la Primera B Nacional. Debutó el 4 de agosto en la victoria 1-0 sobre Instituto.
En el club de Pergamino, disputó un total de 26 encuentros, logrando afianzarse en la segunda categoría del fútbol argentino.
Luego de 6 meses inactivo, García Basso se convierte en refuerzo de Sportivo Belgrano, otro equipo de la Primera B Nacional. En el club cordobés actúa en 30 partidos, pero sufre el descenso al Torneo Federal A.
En 2016, el defensor bonaerense se convierte en jugador de Ramón Santamarina, equipo que la temporada anterior había jugado la final por el ascenso a Primera División frente a Patronato.
En el Aurinegro, García Basso convirtió su primer gol profesional. Fue el 30 de enero de 2016 frente a Juventud Unida de Gualeguaychú, en lo que sería el único gol del partido.
En sus dos temporadas disputó 61 partidos y convirtió un gol, convirtiéndose en un jugador importante para el club tandilense.
Sus buenos pasos por la B Nacional hicieron que Agropecuario, recién ascendido a la categoría, lo fichara. Debutó el 24 de septiembre de 2017 en la victoria 1-0 frente a Flandria. Ingresó a los 34 minutos del segundo tiempo por Agustín Díaz.
Durante sus 3 años, García Basso participó en 23 encuentros, teniendo poca participación en comparación a años anteriores.
En 2020, García Basso llegó libre a Estudiantes de Buenos Aires. En el Pincha de Caseros jugó 5 partidos durante el torneo de transición.
Para el torneo de 2021, García Basso se convirtió en refuerzo de Quilmes.   En el Cervecero, destaca durante toda la temporada, llegando a disputar la final por el segundo ascenso.
En diciembre de 2021 fue anunciado en Deportivo Cuenca de la Serie A de Ecuador, fue uno de los jugadores destacados de la temporada.
El 14 de diciembre de 2022 fue anunciado como refuerzo de Independiente del Valle de Ecuador para la temporada 2023.
El 21 de enero de 2024 fue anunciado como refuerzo del Racing Club de la Primera División de Argentina. Con este equipo, dirigido por Gustavo Costas, se logró consolidar como uno de los pilares de la defensa junto a Marco Di Cesare y Santiago Sosa. Convirtió su primer gol el 7 de diciembre en la derrota 3–1 contra Central Córdoba (SdE) por la Liga Profesional. En su primera temporada, logró integrar el plantel campeón de la Copa Sudamericana 2024.

## Estadísticas

### Clubes
Actualizado al último partido disputado el 15 de agosto de 2025.
| Club                               | Div.                | Temporada           | Liga  | Liga  | Copas nacionales | Copas nacionales | Copas internacionales | Copas internacionales | Total | Total | Media goleadora |
| Club                               | Div.                | Temporada           | Part. | Goles | Part.            | Goles            | Part.                 | Goles                 | Part. | Goles | Media goleadora |
| ---------------------------------- | ------------------- | ------------------- | ----- | ----- | ---------------- | ---------------- | --------------------- | --------------------- | ----- | ----- | --------------- |
| C. A. Boca Juniors Argentina       | 1.ª                 | 2012-13             | 1     | 0     | 0                | 0                | —                     | —                     | 1     | 0     | 0,00            |
| C. A. Boca Juniors Argentina       | 1.ª                 | 2014                | 0     | 0     | 0                | 0                | —                     | —                     | 0     | 0     | 0,00            |
| C. A. Boca Juniors Argentina       | Total club          | Total club          | 1     | 0     | 0                | 0                | 0                     | 0                     | 1     | 0     | 0,00            |
| C. A. Douglas Haig Argentina       | 2.ª                 | 2013-14             | 26    | 0     | —                | —                | —                     | —                     | 26    | 0     | 0,00            |
| C. A. Douglas Haig Argentina       | Total club          | Total club          | 26    | 0     | 0                | 0                | 0                     | 0                     | 26    | 0     | 0,00            |
| Sportivo Belgrano Argentina        | 2.ª                 | 2015                | 30    | 0     | 0                | 0                | —                     | —                     | 30    | 0     | 0,00            |
| Sportivo Belgrano Argentina        | Total club          | Total club          | 30    | 0     | 0                | 0                | 0                     | 0                     | 30    | 0     | 0,00            |
| C y B. Ramón Santamarina Argentina | 2.ª                 | 2016                | 19    | 1     | 0                | 0                | —                     | —                     | 19    | 1     | 0,05            |
| C y B. Ramón Santamarina Argentina | 2.ª                 | 2016-17             | 42    | 0     | 3                | 0                | —                     | —                     | 44    | 0     | 0,00            |
| C y B. Ramón Santamarina Argentina | Total club          | Total club          | 61    | 1     | 3                | 0                | 0                     | 0                     | 64    | 1     | 0,01            |
| Agropecuario Argentina             | 2.ª                 | 2017-18             | 7     | 0     | —                | —                | —                     | —                     | 7     | 0     | 0,00            |
| Agropecuario Argentina             | 2.ª                 | 2018-19             | 2     | 0     | 0                | 0                | —                     | —                     | 2     | 0     | 0,00            |
| Agropecuario Argentina             | 2.ª                 | 2019-20             | 14    | 0     | —                | —                | —                     | —                     | 14    | 0     | 0,00            |
| Agropecuario Argentina             | Total club          | Total club          | 23    | 0     | 0                | 0                | 0                     | 0                     | 23    | 0     | 0,00            |
| C. A. Estudiantes Argentina        | 2.ª                 | 2020                | 5     | 0     | —                | —                | —                     | —                     | 5     | 0     | 0,00            |
| C. A. Estudiantes Argentina        | Total club          | Total club          | 5     | 0     | 0                | 0                | 0                     | 0                     | 5     | 0     | 0,00            |
| Quilmes A. C. Argentina            | 2.ª                 | 2021                | 35    | 1     | —                | —                | —                     | —                     | 35    | 1     | 0,02            |
| Quilmes A. C. Argentina            | Total club          | Total club          | 35    | 1     | 0                | 0                | 0                     | 0                     | 35    | 1     | 0,02            |
| Deportivo Cuenca · Ecuador         | 1.ª                 | 2022                | 22    | 2     | 1                | 0                | —                     | —                     | 23    | 2     | 0.09            |
| Deportivo Cuenca · Ecuador         | Total club          | Total club          | 22    | 2     | 1                | 0                | 0                     | 0                     | 23    | 2     | 0.09            |
| Independiente del Valle · Ecuador  | 1.ª                 | 2023                | 27    | 2     | 1                | 0                | 8                     | 0                     | 36    | 2     | 0.06            |
| Independiente del Valle · Ecuador  | Total club          | Total club          | 27    | 2     | 1                | 0                | 8                     | 0                     | 36    | 2     | 0.06            |
| Racing Club Argentina              | 1.ª                 | 2024                | 24    | 1     | 2                | 0                | 9                     | 0                     | 35    | 1     | 0.03            |
| Racing Club Argentina              | 1.ª                 | 2025                | 9     | 0     | 0                | 0                | 4                     | 0                     | 13    | 0     | 0               |
| Racing Club Argentina              | Total club          | Total club          | 33    | 1     | 2                | 0                | 13                    | 0                     | 48    | 1     | 0.02            |
| Total en su carrera                | Total en su carrera | Total en su carrera | 263   | 7     | 7                | 0                | 21                    | 0                     | 291   | 7     | 0.02            |
| 1. 2. 3.                           |                     |                     |       |       |                  |                  |                       |                       |       |       |                 |

## Palmarés

### Campeonatos nacionales
| Título               | Club                    | Año  |
| -------------------- | ----------------------- | ---- |
| Supercopa de Ecuador | Independiente del Valle | 2023 |

### Campeonatos internacionales
| Título              | Club                    | Año  |
| ------------------- | ----------------------- | ---- |
| Recopa Sudamericana | Independiente del Valle | 2023 |
| Copa Sudamericana   | Racing Club             | 2024 |
| Recopa Sudamericana | Racing Club             | 2025 |

## Vida privada
Es nieto de Oscar Basso, histórico zaguero central del fútbol argentino.